# Polyplectropus chapmani
Polyplectropus chapmani är en nattsländeart som beskrevs av Kumanski 1979. Polyplectropus chapmani ingår i släktet Polyplectropus och familjen fångstnätnattsländor. Inga underarter finns listade i Catalogue of Life.